# Borneo-Riesengespenstschrecke

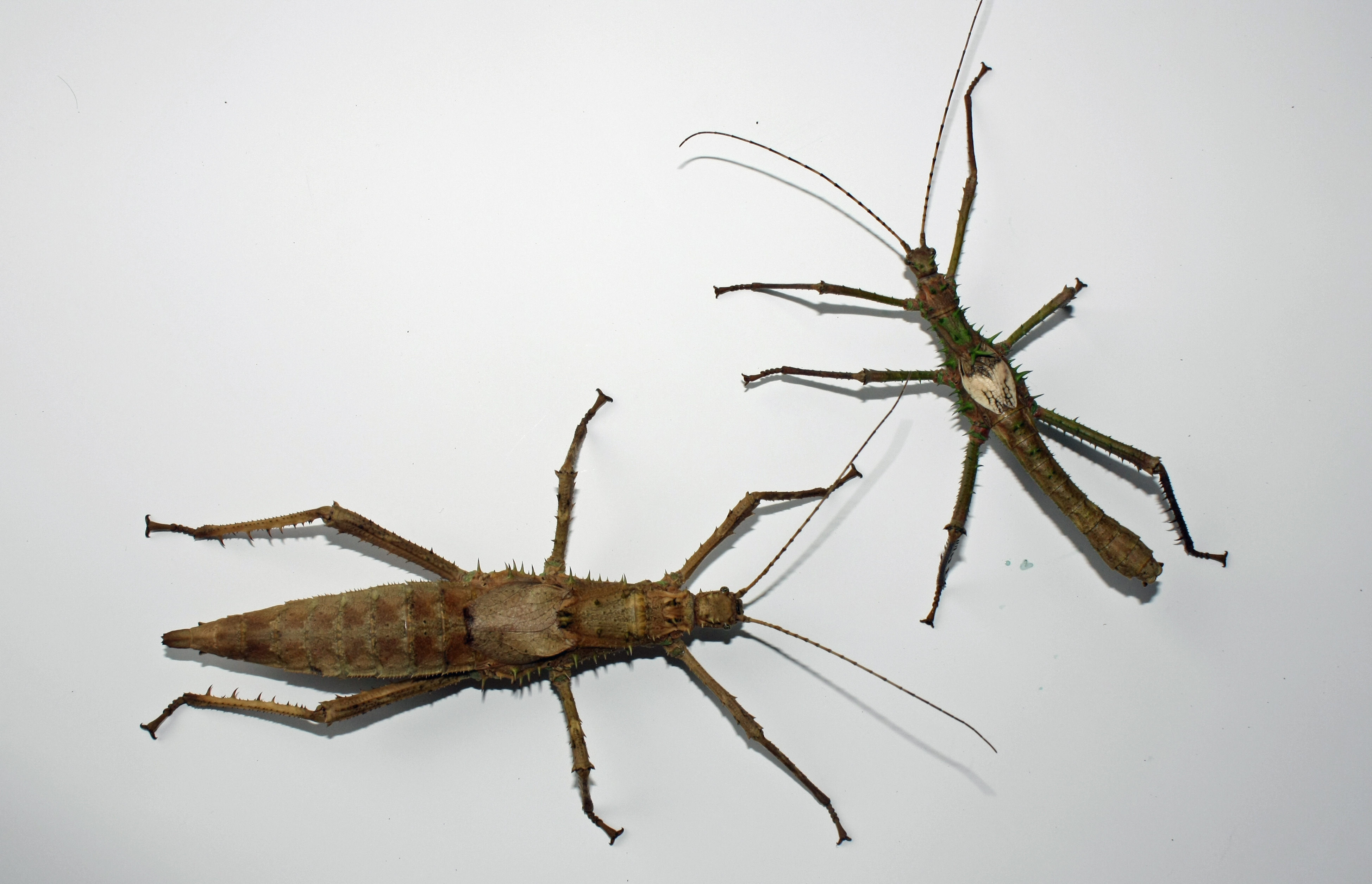
Pärchen – links Weibchen, rechts Männchen

Die Borneo-Riesengespenstschrecke (Haaniella grayii) ist eine auf Borneo beheimatete Gespenstschreckenart. Sie ist der größte Vertreter der Gattung Haaniella.

## Merkmale
Haaniella grayii hat in beiden Geschlechtern die gattungstypischen spitzen Stacheln über Körper und Beinen verteilt. Ebenfalls gattungstypisch sind die stark verkürzten, als Tegmina ausgebildeten Vorderflügel, welche die kurzen, zu Stridulationsorganen umgewandelten Hinterflügel vollständig bedecken. Die schlankeren, auf dem Rücken wesentlich stachligen und farbigeren Männchen bleiben mit 78 bis 95 mm kleiner als die 102 bis 143 mm langen Weibchen. Neben fast einfarbig beigebraunen, seltener braunen bis schwarzbraunen Weibchen, sind auch kontrastreich hell und dunkelbraun gemustert Tiere zu finden, die helle, fast weiße Muster auf dem Mesonotum, den Vorderflügeln und dem Hinterleib (Abdomen) haben können. Im Alter werden sie meist etwas dunkler. Bei adulten Weibchen schwillt der Hinterleib durch die Eiproduktion stark an. Der stachelartige Legeapparat wird dorsal von der Supraanalplatte gebildet, welche dem elften Tergum entspricht. Sie ist bei der Borneo-Riesengespenstschrecke am Ende durch sechs mehr oder weniger deutliche Zähne charakterisiert. Anders als bei den anderen auf Borneo heimischen Haaniella-Arten überragt sie den unteren Teil des Legeapparates deutlich, welcher als Subgenitalplatte bezeichnet wird und aus dem achten Sternit besteht. Die Gelenkzwischenhäute insbesondere im Bereich der Hinter- und Mittelhüften sind bei den Weibchen blass grün und bei den Männchen leuchtend grün gefärbt. Bei Letzteren stehen sie neben weiteren grünen Bereichen im ventralen Bereich des Kopfes und des Meso- und Metasternums im Kontrast zu den rotbraun gefärbten Sterniträndern und den Hüften selbst. Typisch für die Männchen ist außerdem die leuchtend grüne Färbung der Stacheln. Oft sind die zusammengelegten Vorderflügel im vorderen Teil dunkelbraun und dahinter weiß mit braunen Adern. Als artspezifisch ist insbesondere die Anordnung der Stacheln auf dem Mesonotum der Männchen anzusehen. Zwischen der bei vielen Arten zu finden Formation aus vier Stacheln vor der Basis der Vorderflügel und dem Paar langer Stacheln im vorderen Bereich des Mesontums, befindet sich bei Haaniella grayii ein weiteres Paar langer Stacheln.

## Verbreitung, Verhalten und Fortpflanzung
Das Verbreitungsgebiet von Haaniella grayii überschneidet sich im Westen der Insel Borneo mit dem von Haaniella saussurei annähernd vollständig. Beide Arten sind im Südwesten des malaiischen Bundesstaates Sarawak zu finden, wo H. grayii auf dem Mount Serapi bis in eine Höhe von 300 m gefunden wurde. Außerdem ist die Art anders als H. saussurei auch noch in zentralen Bereichen Kalimantans zu finden.

Auch bei H. grayii ist das für die Unterfamilie typische Abwehrverhalten, bestehend aus Abspreizen der hochgehaltenen stachelbewehrten Hinterbeine und Zuklappen derselben bei Berührung durch einen Angreifer, zu beobachten. Die behaarten Eier haben eine diagonal kreuzförmige Mikropylarplatte in deren unterem Winkel sich die Mikropyle befindet. Sie werden vom Weibchen nachts in den Boden abgelegt. Während die Eier bei den aus Sarawak stammenden Tieren etwa 9,2 mm lang, 7 mm hoch und etwa 6 mm breit sind, sind die der aus Kalimantan stammenden Tiere kaum behaart und mit durchschnittlich 8,3 mm Länge, 6,5 mm Höhe und 5,7 mm Breite auch etwas kleiner. Die Nymphen schlüpfen nach 9 bis 18 Monaten und sind dann bereits 35 mm lang. Adult sind sie nach etwa neun Monaten und zwei Monate später beginnen die Weibchen mit der Eiablage.

## Systematik
John Obadiah Westwood beschrieb die Art 1859 als Heteropteryx grayii und illustrierte diese mit der Darstellung eines Männchens. Das Artepitheton ist George Robert Gray gewidmet. Bis zur Beschreibung von Haaniella saussurei im Jahr 1904 befanden sich unter den als H. grayii angesprochenen Tieren immer auch Vertreter von H. saussurei. Dies betrifft auch die insgesamt fünf Typusexemplare, welche im Oxford University Museum of Natural History und im Natural History Museum in London hinterlegt sind und auch als „Westwoods Typen“ bezeichnet werden. Von den vier in Oxford hinterlegten Exemplaren ist lediglich der weibliche Lectotypus tatsächlich ein Vertreter von H. grayii, während es sich bei dem weiblichen und den zwei männlichen Paralectotypen um H. saussurei handelt. Das ebenfalls zu dieser Serie gehörende Männchen aus dem Londoner Natural History Museum zeigt die für H. grayii typische Bestachelung und entspricht auch ansonsten Westwoods in der Beschreibung enthaltenen Illustration. Kirby errichtete 1904 die Gattung Haaniella in welche er neben einigen anderen Arten auch Haaniella grayii überführte. Außerdem erkannte er anhand von einigen 1896 durch Henri de Saussure bearbeiteten Tieren, dass es sich bei diesen nicht um H. grayi handelte, sondern dass diese Tiere Vertreter einer eigenständigen Art darstellen. Selbige beschrieb er zu Ehren Saussures unter dem Namen Haaniella saussurei.

Bereits 1896 beschrieb William Forsell Kirby angeblich aus Australien stammende Tiere als Heteropteryx australe. Diese wurde 1944 von Klaus Günther als synonym zu Haaniella grayii erkannt, wobei auch der Fundort angezweifelt wird. Deren männlicher Lectotyus und der weibliche Paralectotypus sind ebenfalls im Natural History Museum in London hinterlegt. Als Synonyme zu H. grayii sind demnach anzusehen:
Syn. = Heteropteryx grayii Westwood, 1859
Syn. = Heteropteryx australe Kirby, 1896
Vereinzelt sind Vertreter der Unterfamilie Heteropteryginae zu finden, deren Bestachelung unvollständig ist, denen also einzelne Stacheln fehlen. Philip E. Bragg fand in Sarawak dagegen ein adultes Männchen, welches auf dem Pro- und Mesonotum die Stachelanordnung von Haaniella echinata zeigt, während es auf dem Abdomen die Bestachelung von H. grayii hat. Bei diesem Tier könnte es sich um einen Hybriden beider Arten handeln. Es ist im Londoner Natural History Museum hinterlegt. Da sich die Verbreitungsgebiete beider Arten nicht überschneiden, geht Bragg davon aus, dass diese zumindest an ihren Grenzen aufeinanderstoßen. Einige Autoren sehen die mögliche Hybridisierung als Indiz dafür, dass es sich nicht um zwei eigenständige Arten handelt.

## Terraristik
Für die Terraristik wurde die Borneo-Riesengespenstschrecke erstmals 1990 von Philip E. Bragg und Paul Jennings eingeführt. Weitere Importe erfolgten 1990 durch Bragg und Ian Abercrombie sowie 1996 durch Frank H. Hennemann und Oskar V. Conle. Die Tiere wurden jeweils am Mount Serapi im Nordwesten von Sarawak gefunden. Von der Phasmid Study Group wird die Art unter der PSG-Nummer 125 geführt.

Für die Haltung von Haaniella grayii sind mittelgroße bis große Terrarien mit geeigneten Versteckmöglichkeiten nötigt. Zur Eiablage sollte der Boden des Terrariums mit einer acht bis zehn Zentimeter hohen Schicht eines geeigneten, stets leicht feuchten Substrates bedeckt sein. Außerdem sind eine hohe Luftfeuchtigkeit und Tagestemperaturen von deutlich über 20 °C für eine erfolgreiche Haltung notwendig. Die Ernährung stellt kein Problem dar, denn gefressen werden Blätter von Brombeeren, Himbeere, Holunder, Efeu, Eichen, Weiß- und Feuerdorn, Eukalyptus, Shallon-Scheinbeere und andern Pflanzen.

## Bilder

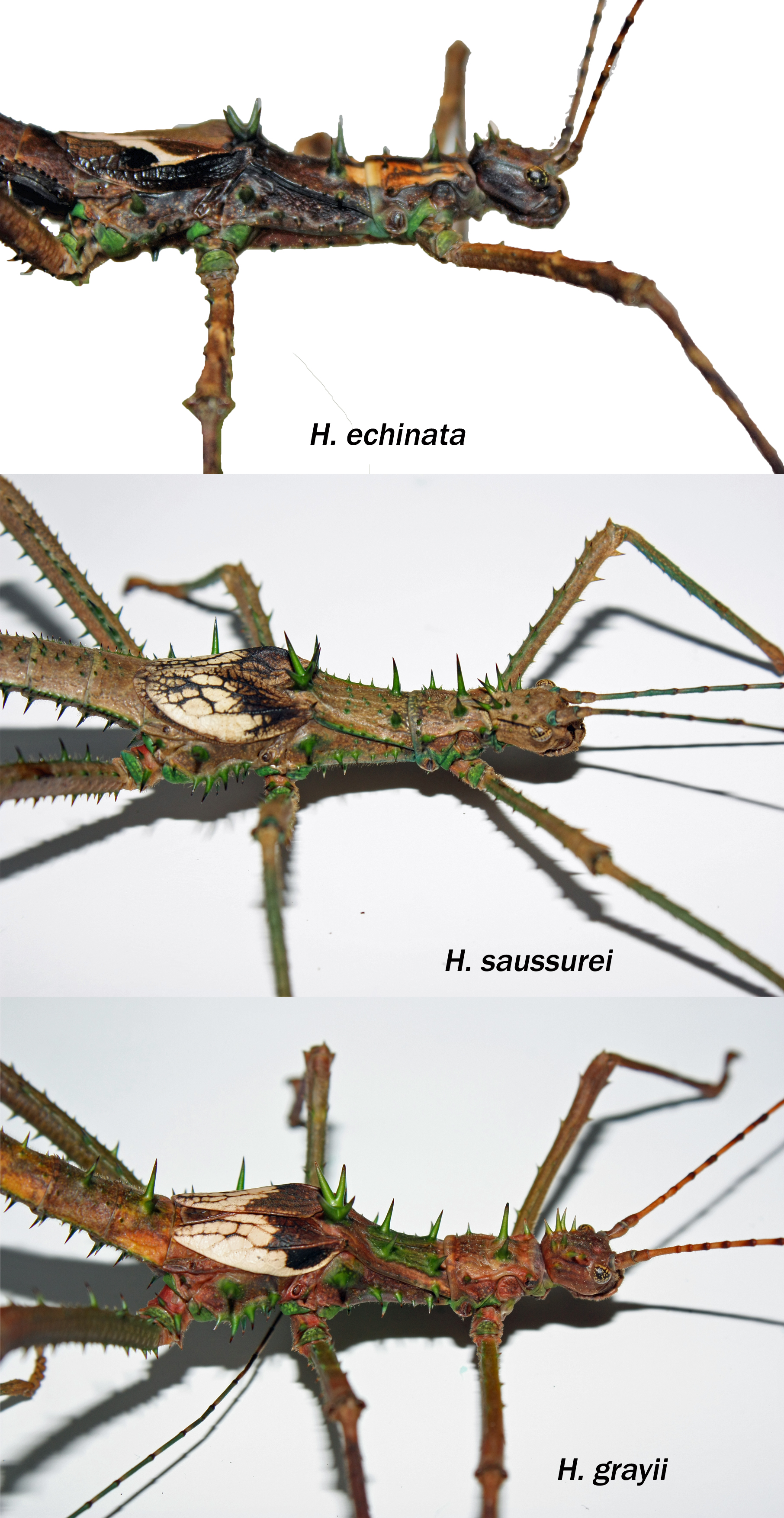
Anordnung der Bruststacheln eines Männchen im Vergleich zu Männchen von H. echinata und H. saussurei
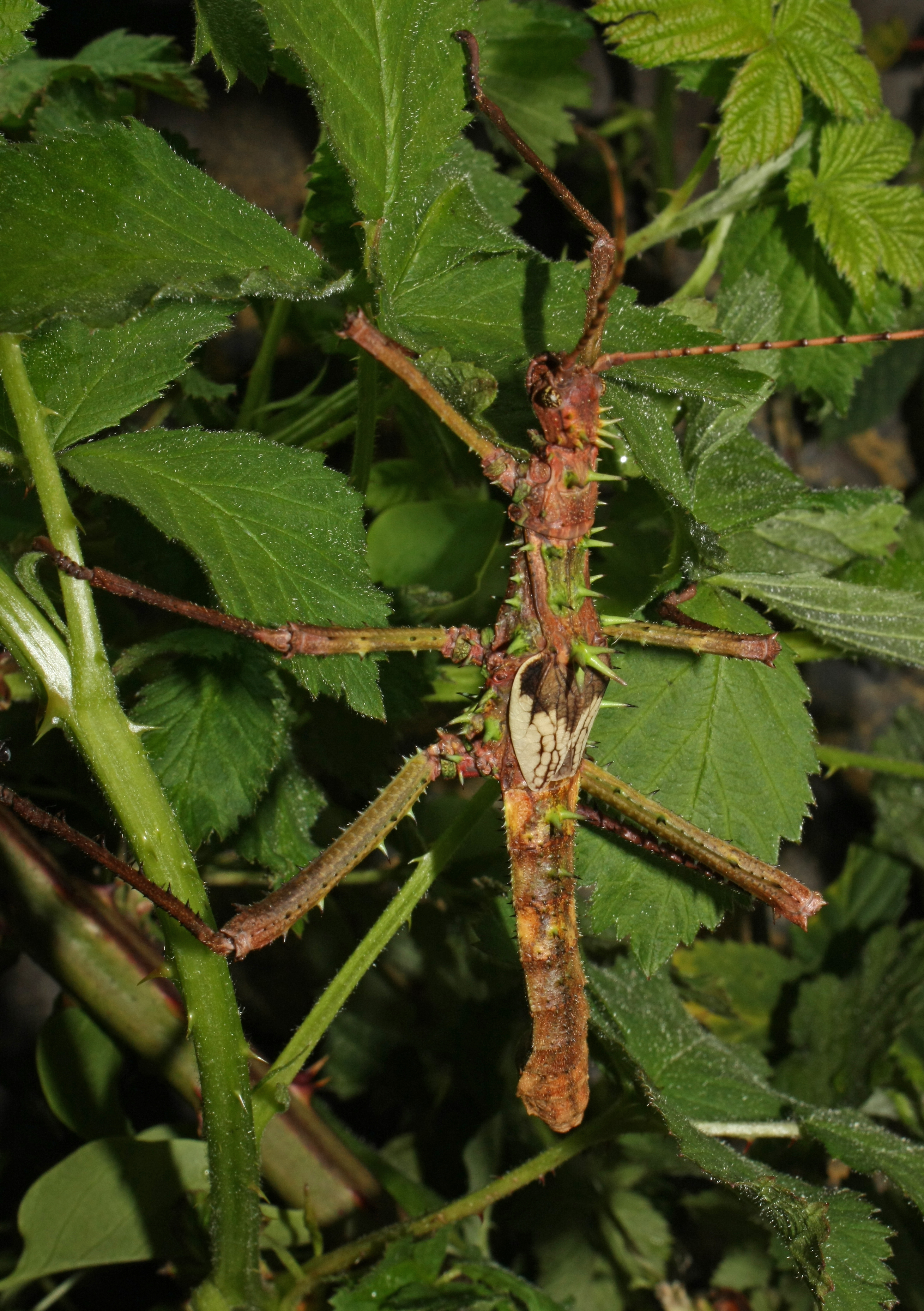
Männchen
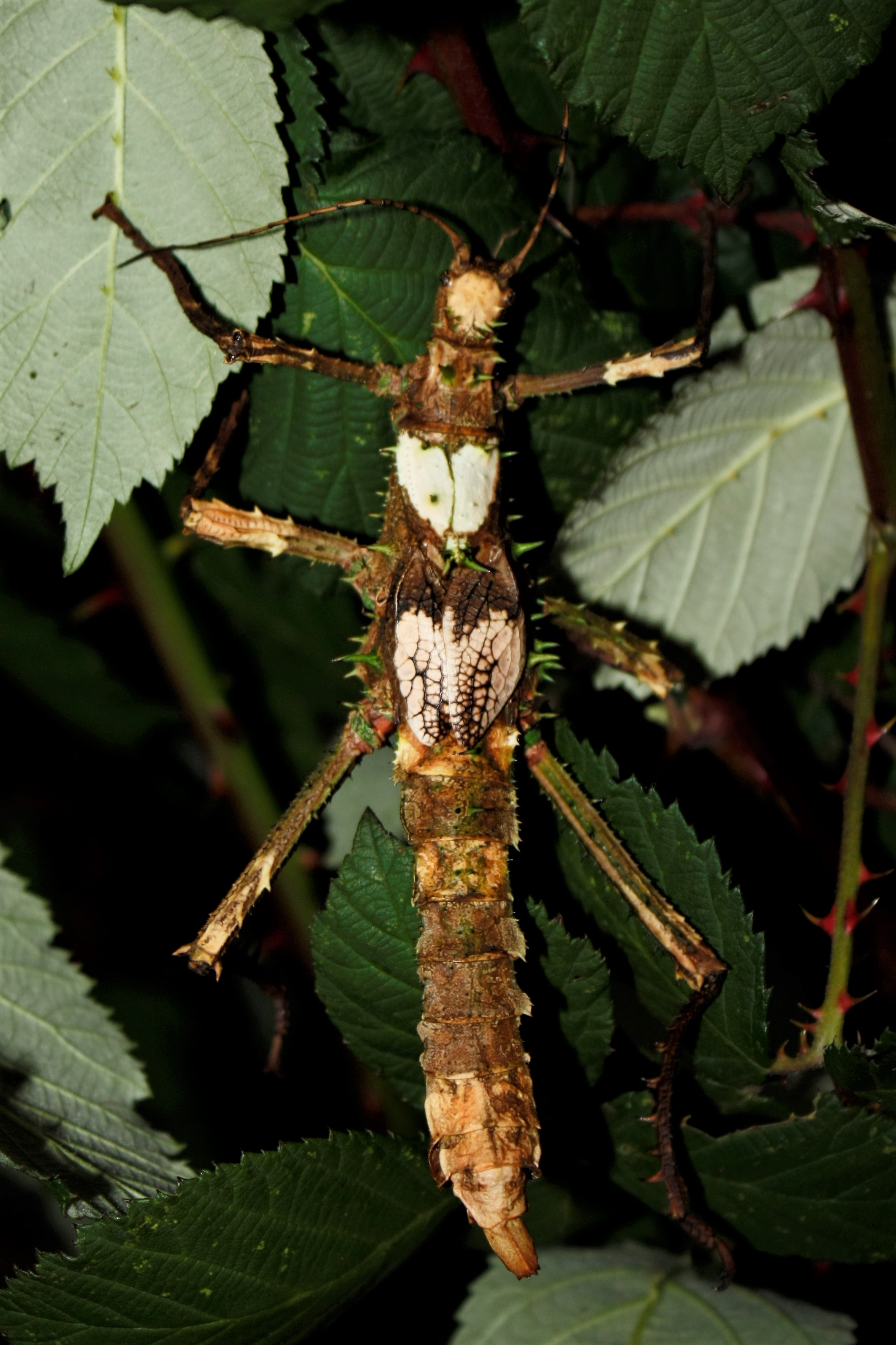
Mosaikgynander
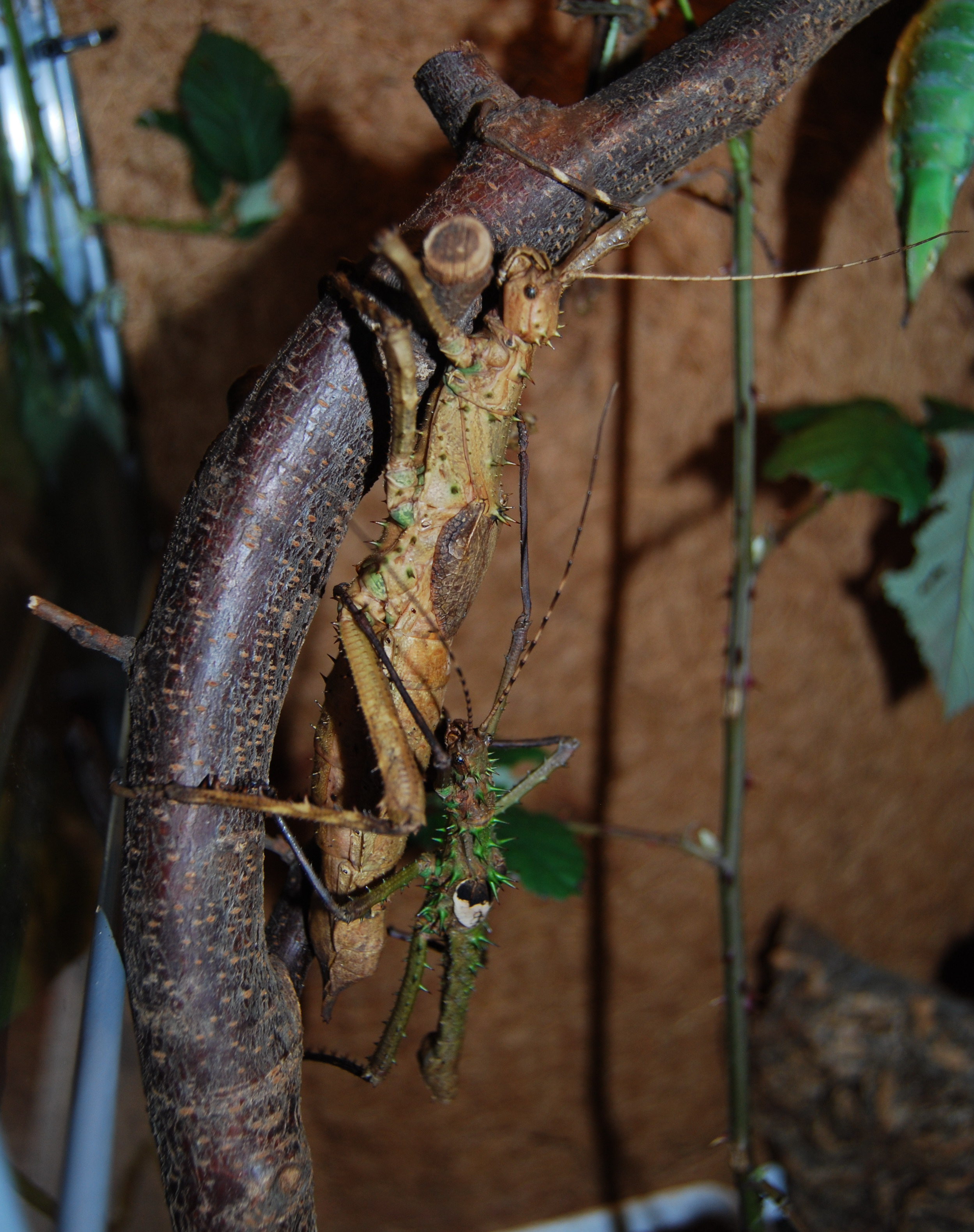
Pärchen
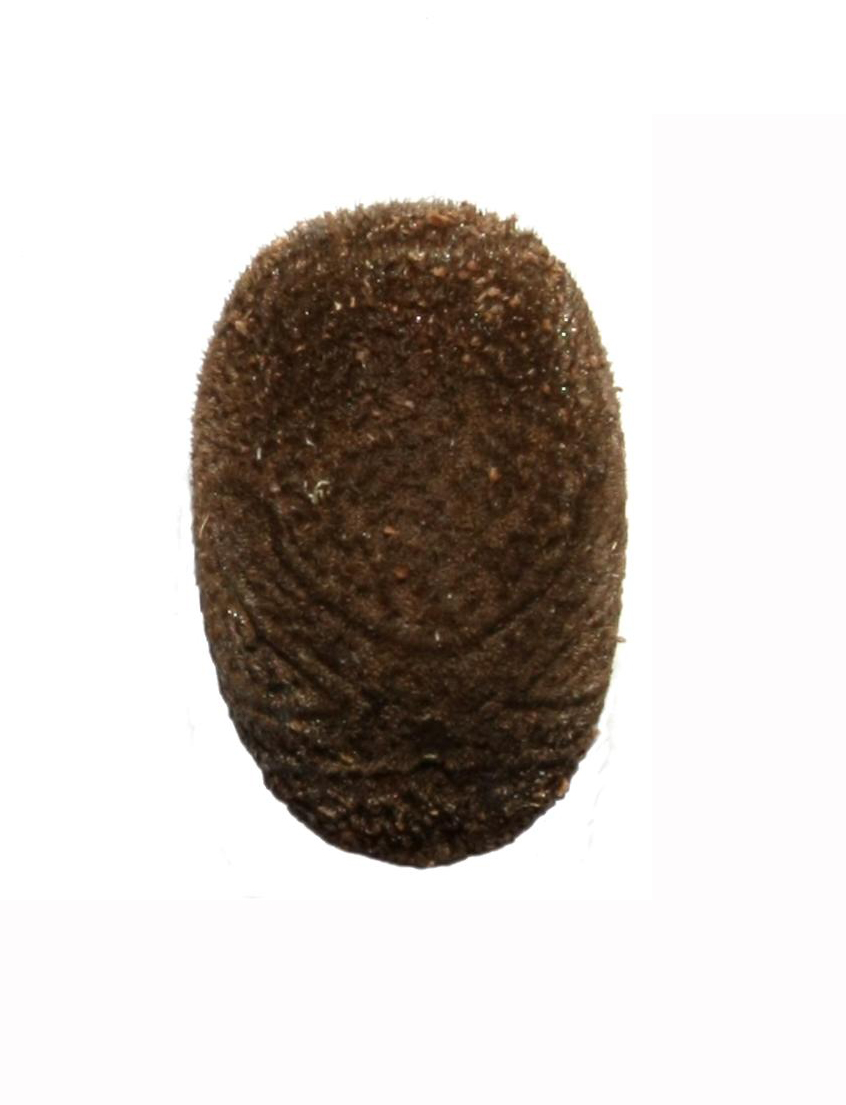
Ei
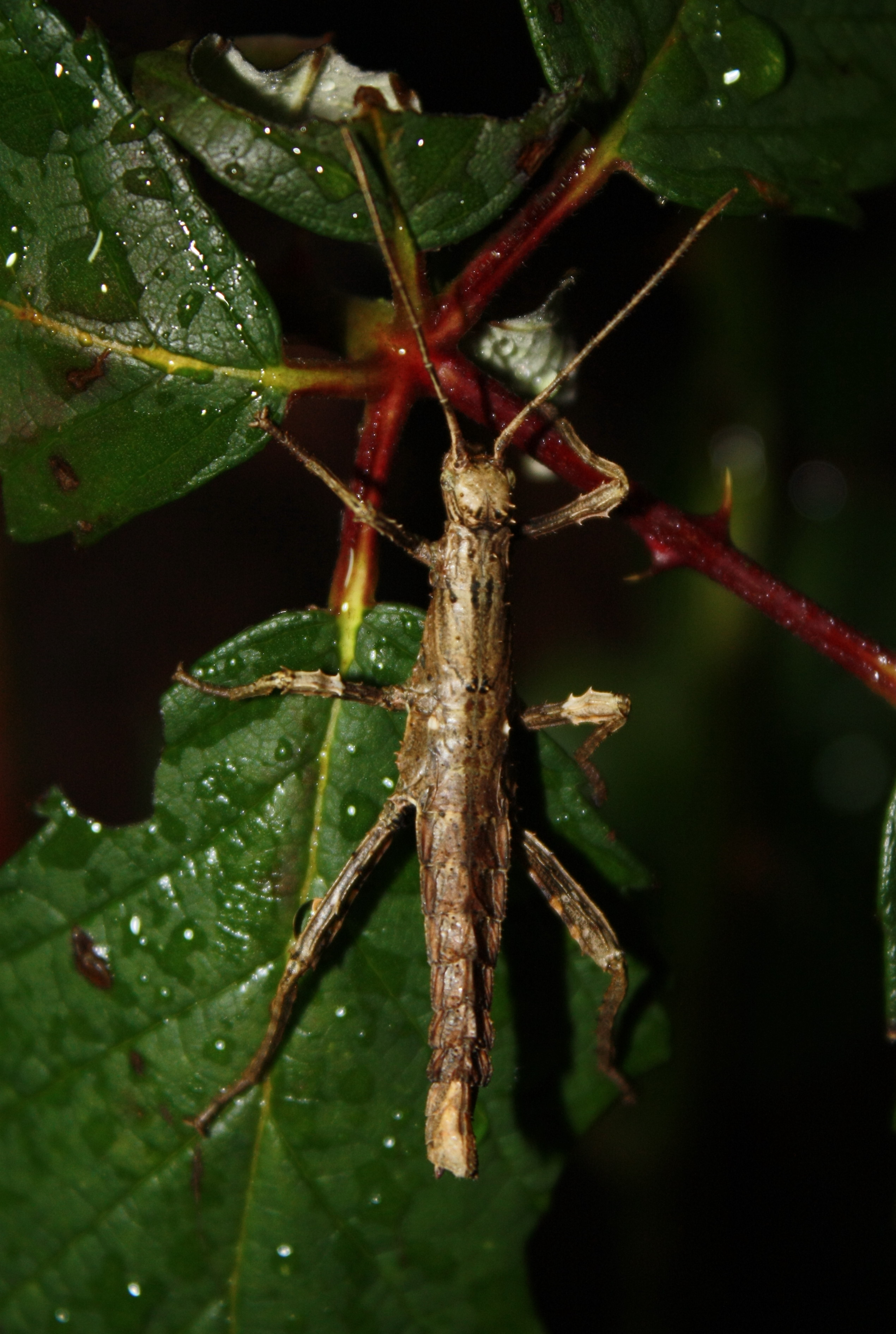
Frisch geschlüpfte Nymphe